# Masao Ohba
Masao Ohba (nacido como 大場 政夫, Ōba Masao; Tokio, 21 de octubre de 1949-ibidem, 25 de enero de 1973) fue un boxeador profesional japonés que se convirtió en el campeón de Peso mosca de la AMB el 22 de octubre de 1970, derrotando al campeón reinante Berkrerk Chartvanchai en Tokio y retuvo el campeonato en cinco impresionantes defensas del título. Murió en un accidente automovilístico a los veintitrés años, todavía con su título mundial vigente. Fue entrenado por Isamu Kuwata.

## Infancia y comienzos como boxeador
Ohba nació el 21 de octubre de 1949 en Tokio, Japón. hijo de un jugador compulsivo, Ohba conoció la pobreza desde una edad temprana. Su padre siguió el boxeo profesional como un ávido fan que influyó en las aspiraciones y sueños de la infancia de Ohba. Cuando Ohba estaba en la escuela primaria, soñaba con convertirse en campeón mundial y sacar de la pobreza su familia.

## Carrera profesional
Ohba hizo su debut profesional el 7 de noviembre de 1966, a la edad de 17 años contra Kazuyoshi Watanabe en Tokio. Entre noviembre de 1966 y agosto de 1968, ganó todos menos uno de sus primeros dieciocho combates, con un empate. Peleó todos estos encuentros en su ciudad natal de Tokio.
El 14 de diciembre de 1969, derrotó a Bernabe_Villacampo en una pelea sin título mediante una decisión unánime a diez en Tokio. Villicampo era campeón de peso mosca en ese momento, lo que hizo que la clara victoria de Oba fuera una victoria importante, así como una sorpresa.

#### Pelea por el título mundial de peso mosca
Consiguió su primera oportunidad por el título mundial el 22 de octubre de 1970 en el Auditorio Nichidi, Universidad Nihon, en Tokio, contra Berkrerk Chartvanchai, quien era el campeón mundial de peso mosca de la AMB. Ohba Ganó por nocaut técnico en el 13º asalto ante una multitud de 7000 espectadores, convirtiéndose en el octavo boxeador japonés en capturar un título mundial. Según una fuente, el combate se pospuso desde su fecha inicial cuando Chartvanchai enfermó con fiebre alta. Chartvanchai cayó tres veces antes de finalmente sufrir un conteo completo. Oba remató a Chartvanchai con una ráfaga de golpes en la cabeza en el minuto 2:16 del decimotercer asalto. Charvantchai tuvo problemas para alcanzar el límite de peso, incluso después de hacer ejercicio ligero y tomar un baño de vapor, lo que puede haberlo debilitado para el combate. Oba ganó una ventaja considerable en puntos durante todo el combate.

### Primeras cuatro defensas del título mundial de peso mosca
Ohba hizo sus primeras tres defensas del Campeonato Mundial de Peso Mosca de la AMB ganando por decisión en 15 asaltos, y su cuarta defensa por KO en el quinto asalto, todas en el Estadio de la Universidad de Nihon en Tokio. También peleó cuatro partidos sin título entre sus defensas, ganando todos ellos también. Su primera defensa fue contra el gran campeón Betulio González el 1 de abril de 1971 en Tokio en una decisión unánime de quince asaltos muy significativa. Gonzales ostentaría el título de Peso mosca venezolano y, en algún momento, ostentaría el campeonato mundial de peso mosca en 3 ocasiones con las fajas del CMB y la AMB.
El 19 de agosto de 1971, ganó por decisión unánime sobre Tony Moreno de San Antonio en una pelea de diez asaltos sin título. La audiencia de 2000 espectadores se sintió algo decepcionada porque Ohba no pudo conseguir una caída contra su oponente.
Su segunda defensa del título mundial de peso mosca fue el 23 de octubre de 1971 contra el boxeador filipino Fernando Cabanela. Su tercera defensa fue contra el boxeador japonés Susumu Hanagata el 4 de marzo de 1972 en una decisión dividida a quince asaltos en Tokio. Hanagata, un consumado peso mosca, Lograría brevemente en un futuro conseguir el título mundial de peso mosca de la AMB.
Su cuarta defensa mundial de peso mosca de la AMB fue contra Orlando "Yango" Amores de Colón, Panamá, el 20 de junio de 1972 en Tokio. Ohba ganó de manera impresionante por nocaut en el quinto asalto.

## Distinciones
- Ohba fue ingreado al Salón Internacional de la Fama del Boxeo.[7]

## Récord profesional
| Récord Profesional | Récord Profesional | Récord Profesional |
| 38 peleas          | 35 Victorias       | 2 Derrotas         |
| Nocaut             | 16                 | 0                  |
| Decisión           | 19                 | 2                  |
| Empates            | 1                  | 1                  |
| ------------------ | ------------------ | ------------------ |

| 35 Ganadas (16 KOs), 2 Derrotas y 1 Empates |        |                    |                            |             |            |                             |                   |
| Res.                                        | Récord | Oponente           | Tipo                       | Rd., Tiempo | Datos      | Localidad                   | Notas             |
| V                                           | 12-1-1 | Samurai Hagiri     | PTS                        | 6           | 08-01-1968 | Tokio, Korakuen Hall,Japón  |                   |
| V                                           | 11-1-1 | Shunichi Minagawa  | PTS                        | 4           | 14-12-1967 | Tokio, Kokugikan,Japón      |                   |
| V                                           | 10-1-1 | Toshimi Yasuda     | KO                         | 4,(4) 2:09  | 13-11-1967 | Tokio,Japón                 |                   |
| E                                           | 9–1–1  | Snappy Asano       | Decisión                   | 4           | 13-10-1967 | Tokio,Japón                 |                   |
| V                                           | 9-1-0  | Masao Ohara        | RTD(Parado por la esquina) | 2,(4) 3:00  | 22-09-1967 | Tokio,Japón                 |                   |
| V                                           | 8-1-0  | Yasuo Jo           | PTS                        | 4           | 03-09-1967 | Tokio,Japón                 |                   |
| V                                           | 7-1-0  | Tadashi Nishikawa  | KO                         | 1,(4) 2:20  | 31-07-1967 | Tokio,Japón                 |                   |
| D                                           | 6–1–0  | Masakazu Tani      | UD                         | 4           | 16-06-1967 | Osaka, Japón                |                   |
| V                                           | 6-0    | Kunio Shimada      | PTS                        | 4           | 30-04-1967 | Tokio, Kokugikan,Japón      |                   |
| V                                           | 5-0    | Kenji Otsuka       | PTS                        | 4           | 27-03-1967 | Tokio, Japón                |                   |
| V                                           | 4-0    | Sumio Arai         | RTD(Parado por la esquina) | 3,(4) 3:00  | 20-02-1967 | Tokio, Korakuen Hall, Japón |                   |
| V                                           | 3-0    | Ryoichi Takahashi  | KO                         | 2,(4) 1:53  | 02-01-1967 | Tokio, Japón                |                   |
| V                                           | 2-0    | Joji Kuroki        | KO                         | 3,(4) 1:02  | 12-12-1966 | Tokio, Japón                |                   |
| V                                           | 1-0    | Kazuyoshi Watanabe | KO                         | 1,(4) 0:48  | 07-11-1966 | Tokio, Japón                | Debut Profesional |